# Indiz
Das Indiz (von lateinisch indicare „anzeigen“) ist allgemein ein Anzeichen, von dem sich mit großer Wahrscheinlichkeit auf eine Entwicklung, einen Sachverhalt, eine Situation oder einen Zustand schließen lässt.

## Allgemeines
Das Wort „Indiz“ wird in vielen Fachgebieten verwendet. Gemeinsam ist allen, dass das Indiz als wahrnehmbares Anzeichen für sich genommen weniger bedeutend ist, aber die Schlussfolgerung auf eine andere Tatsache große Bedeutung hat. Es ist ein symptomatisches Merkmal, an dem sich etwas ablesen oder erkennen lässt. Als Fachgebiete kommen vor allem das Rechtswesen, zudem auch Jagd, Landeskunde, Medizin, Philosophie oder Vegetationskunde in Frage.
In der Indizienwissenschaft werden Spuren als kausale Resultate und bedeutsame Zeichen aufgefasst. Dabei wird bei der Abduktion von einem einzelnen Resultat (entdecktes Indiz) und anhand einer allgemeinen Regel auf den besonderen Fall (Genese des Indizes) geschlossen. Sie gestattet, von den sichtbaren Indizien vordergründig unsichtbare Erscheinungen und von Spuren bereits vergangene, aber auch Prognosen für zukünftige Ereignisse abzuleiten.

## Rechtswesen
Allgemein gilt, dass ein Indiz mehr als eine Behauptung, aber weniger als ein Beweis ist.

### Kriminalistik
In der Kriminalistik ist die Spur ein Indiz und ein Gegenstand oder ein Hinweis, der als ein Beweisanzeichen oder Beweis für eine Tat, eine Täterschaft und/oder eine Teilnahme in einem Ermittlungsverfahren herangezogen wird. Indizien sind mindestens Beweisanzeichen, die auf die Straftat, den Täter, auf einzelne Tathandlungen, das Tatmotiv, das Tatobjekt oder andere beweiserhebliche Sachverhalte hinweisen. So wird aus Fingerabdrücken (Indiz) an der Tatwaffe auf deren Benutzung durch den Täter geschlossen.

### Strafprozess
Indiz ist eine Tatsache, aus deren Vorhandensein auf eine andere Tatsache geschlossen werden kann. Konkret sind Indizien mittelbar bedeutsame Tatsachen, von denen nach Erfahrungsregeln logische Rückschlüsse auf eine Haupttatsache – den unmittelbaren Beweistatbestand – gezogen werden. Indizien sind somit Hilfstatsachen des Beweises. Ein Strafprozess, bei dem weder ein Geständnis des Angeklagten noch Tatzeugen vorhanden sind, wird umgangssprachlich als Indizienprozess bezeichnet. Reicht eine Gesamtwürdigung aller vorliegenden Beweisanzeichen zum Nachweis der Täterschaft aus, kann auch so die Schuld des Angeklagten nachgewiesen werden. Auch wenn keine der jeweiligen Indiztatsachen für sich allein zum Nachweis der Täterschaft des Angeklagten ausreichten, bestehe die Möglichkeit, dass sie in ihrer Gesamtheit dem Gericht die entsprechende Überzeugung vermitteln könnten.

### Zivilprozess
Seine logische Kraft bezieht das Indiz im Zivilprozess aus der Lebenserfahrung. Brauchbar ist es nur, wenn es allein oder mit anderen Indizien zu dem Schluss zwingt, die streitige Haupttatsache sei wahr, und andere Möglichkeiten ausschließt. Brauchbare Indizien tragen ein Gerichtsurteil nur, wenn sie unstreitig, offenkundig oder bewiesen sind. Das streitige, brauchbare Indiz bedarf des Beweises und ist Beweisthema, nicht jedoch Beweismittel.
Im Zivilprozess gibt es den Indizienbeweis. Der Indizien- oder Anzeichenbeweis ist ein Beweis, bei dem von einer nur mittelbar bedeutsamen Tatsache auf eine andere Tatsache geschlossen wird, die für die richterliche Entscheidung unmittelbar von Bedeutung ist. Der Indizienbeweis ist sowohl der gedankliche Schluss vom Indiz auf die streitige Haupttatsache als auch der Beweis über das streitige Indiz. Es trägt derjenige die Beweislast für die Indiztatsachen, der auch die Haupttatsache zu beweisen hat.

## Landeskunde
Ein erhöhter Anteil von Arbeitern in einer räumlichen statistischen Einheit kann als Indiz für einen sozial niedrig stehenden Wohnbereich und geringe oder fehlende Arbeiteranteile als Indiz für Wohnbereiche der Mittel- bzw. der Oberschicht gewertet werden.

## Medizin
In der Medizin wird meist von Symptomen gesprochen, wenn es um Anzeichen von Krankheiten oder Verletzungen geht. Krankheitssymptome sind also nicht die Krankheit selbst, sondern Anzeichen dafür, dass der Körper versucht, die Krankheit zu bekämpfen.
Veränderungen des Sprechverhaltens sind wichtige Anzeichen für kognitiv-mentale Prozesse (z. B. vermehrte Versprecher als Indiz für eine gestiegene kognitive Belastung) oder emotionale Zustände (Anstieg der Sprechgeschwindigkeit als Indiz für emotionale Erregung). Vermehrte Pausen oder längere Pausendauer können ein Hinweis dafür sein, dass jemand gerade aus dem Stegreif redet.

## Philosophie
Aristoteles sah im Indiz einen Erkenntnisgrund, der aus einem wahrnehmbaren Sachverhalt besteht, von dem mit einiger Wahrscheinlichkeit auf die Wahrheit einer Proposition geschlossen werden kann. Er unterschied vom wahrscheinlichen Indiz (altgriechisch σημεῖον, semeion, „Zeichen, Signal“) das absolut sichere Zeichen (altgriechisch τεκμήριον, tekmérion).

## Sonstige Indizien
Bei der Jagd wird die Art der Fährte als Indiz dafür gewertet, dass sich eine bestimmte Tierart in der Gegend aufgehalten hat. In der Meteorologie ist die Art der Wolkenbildung ein sicheres Indiz für einen bevorstehenden Wetterumschwung. Regenwolken zeigen kurzfristig beginnenden Regen an, Schönwetterwolken dagegen indizieren niederschlagsfreie Zeit. Generell sind Wolken in höheren Lagen ein Indiz für Trockenheit, hohen atmosphärischen Druck und signalisieren gutes Wetter. Die Klimatologie nennt ihre Indizien „Klimasignale“. Wer nach Indizien für einen Klimawandel sucht, muss das Wettergeschehen während der letzten Jahrzehnte und Jahrhunderte exakt untersuchen. Indiz für den Klimawandel ist unter anderem die globale Erwärmung, die auf einen weltweiten Temperaturanstieg zurückzuführen ist.